# Marko Grgić
Marko Grgić (n. 11 septembrie 2003, Eisenach, Turingia, Germania) este un handbalist ce a reprezentat Germania, medaliat olimpic. A participat la 1 ediție a Jocurilor Olimpice (2024) în care a câștigat 1 medalie de argint.

## Participări
Lista de mai jos prezintă principalele competiții la care a participat Marko Grgić de-a lungul carierei.
- Handbal la Jocurile Olimpice de vară din 2024 – Turneul masculin